# 索尼Xperia T
Sony Xperia T是日本電子公司Sony於2012年發佈的一款高階智能手機，亞洲版本為Sony Xperia TX，設計上比Xperia T更勝一籌。擁有13MP拍照1080p Full HD錄影功能的Exmor R鏡頭，配備HD解像的Reality Display，支援標準的 HDMI 連接線與 MHL 轉接器，並配有Snapdragon S4 MSM8260-A Dual-core ，提供極快的效率及美觀的圖形，並可減緩電池耗盡的速度。

## 設計
弧線型設計(arc design)，厚度僅 9.35 mm，右側配有快門鍵，機背保留了「小綠球」。

## 硬件
Sony Xperia T具備4.55吋Reality Display屏幕，解像度為1280 x 720 HD。採用Qualcomm MSM8260A 1.5GHz雙核處理器，1300萬像素後置ExmorR鏡頭，130萬像素前置鏡頭，HDMI及MHL輸出功能，內置1GBRAM、16GB快閃記憶體儲存，支援Micro-SD。

## 作業系統
2012/09 Sony發布Xperia T的上市版本採用Android 4.0.4 Ice Cream Sandwich作業系統，取得PlayStation Certified認證，並可登入Sony Entertainment Network。
2013/2  Sony發布Xperia T的發行版本Android 4.1.2 Jelly Bean。
2014/2  Sony發布Xperia T的發行版本Android 4.3 Jelly Bean，改善了Wi-Fi收訊等問題。

## 顏色
顏色包括：
| 顏色 | 名稱 | 英語   |
| ---- | ---- | ------ |
|      | 黑色 | Black  |
|      | 白色 | White  |
|      | 銀色 | Silver |

## 外部連結
- 索尼官方網站 （页面存档备份，存于） 中文